# TSPAN1
TSPAN1 (англ. Tetraspanin 1) – білок, який кодується однойменним геном, розташованим у людей на 1-й хромосомі. Довжина поліпептидного ланцюга білка становить 241 амінокислот, а молекулярна маса — 26 301.
| 10         |  | 20         |  | 30         |  | 40         |  | 50         |
| ---------- |  | ---------- |  | ---------- |  | ---------- |  | ---------- |
| MQCFSFIKTM |  | MILFNLLIFL |  | CGAALLAVGI |  | WVSIDGASFL |  | KIFGPLSSSA |
| MQFVNVGYFL |  | IAAGVVVFAL |  | GFLGCYGAKT |  | ESKCALVTFF |  | FILLLIFIAE |
| VAAAVVALVY |  | TTMAEHFLTL |  | LVVPAIKKDY |  | GSQEDFTQVW |  | NTTMKGLKCC |
| GFTNYTDFED |  | SPYFKENSAF |  | PPFCCNDNVT |  | NTANETCTKQ |  | KAHDQKVEGC |
| FNQLLYDIRT |  | NAVTVGGVAA |  | GIGGLELAAM |  | IVSMYLYCNL |  | Q          |

A: Аланін

C: Цистеїн

D: Аспарагінова кислота

E: Глутамінова кислота

F: Фенілаланін

G: Гліцин

H: Гістидин

I: Ізолейцин

K: Лізин

L: Лейцин

M: Метіонін

N: Аспарагін

P: Пролін

Q: Глутамін

R: Аргінін

S: Серин

T: Треонін

V: Валін

W: Триптофан

Локалізований у мембрані, лізосомі.